# A Boogie wit da Hoodie
Artist Julius Dubose, meglio noto come A Boogie wit da Hoodie (New York, 6 dicembre 1995), è un rapper, cantante e cantautore statunitense.
Ha firmato per le etichette discografiche Highbridge e Atlantic Records. È noto soprattutto per la canzone Drowning, che ha raggiunto la posizione numero 38 della Billboard Hot 100. La canzone divenne il singolo principale del suo album di debutto The Bigger Artist.

## Biografia
Nato il 6 dicembre 1995 nel quartiere di Highbridge nel Bronx di New York City, Dubose ha iniziato a rappare all'età di dodici anni dopo aver ascoltato rapper come Kanye West e 50 Cent. Ha frequentato la DeWitt Clinton High School, dove ha continuato a rappare durante il suo primo anno, esibendosi verso l'ora di pranzo e eseguendo rime che aveva scritto e conservato in un grande taccuino che portava con sé. Secondo Dubose, durante il periodo del liceo, "ero regolare, nessuno mi ha davvero notato, io ero quello in fondo alla classe, tranquillo".
Sul suo non convenzionale nome d'arte, Dubose ha affermato al Newsweek: "Guardavo Paid in Full ogni giorno quando avevo 12, 13 anni, e poi ho iniziato a rappare e tutti mi chiamavano A Boogie [un personaggio del film]. Poi si è aggiunto Hoodie perché indossavo sempre delle felpe con cappuccio. [La gente] ha iniziato a dire "A Boogie Wit Da Hoodie" e l'unico altro nome da rapper [che avrei considerato] sarebbe stato Artist, che è il mio vero nome (Artist J. Duboe). Dopo un po', tutti mi conoscevano come Artist".
Crescendo, Dubose ha spesso avuto problemi legali, principalmente a causa della vendita di cannabis e narcotici. Dopo che i genitori l'hanno scoperto quando aveva sedici anni, mandarono Dubose in Florida come punizione. Si è diplomato presso un'accademia preparatoria a Fort Pierce, in Florida. Dopo la laurea alla scuola superiore, Dubose ha iniziato a concentrarsi sulla musica mentre lavorava in diversi settori tra cui l'edilizia e la consegna della pizza.

### 2016: Gli esordi

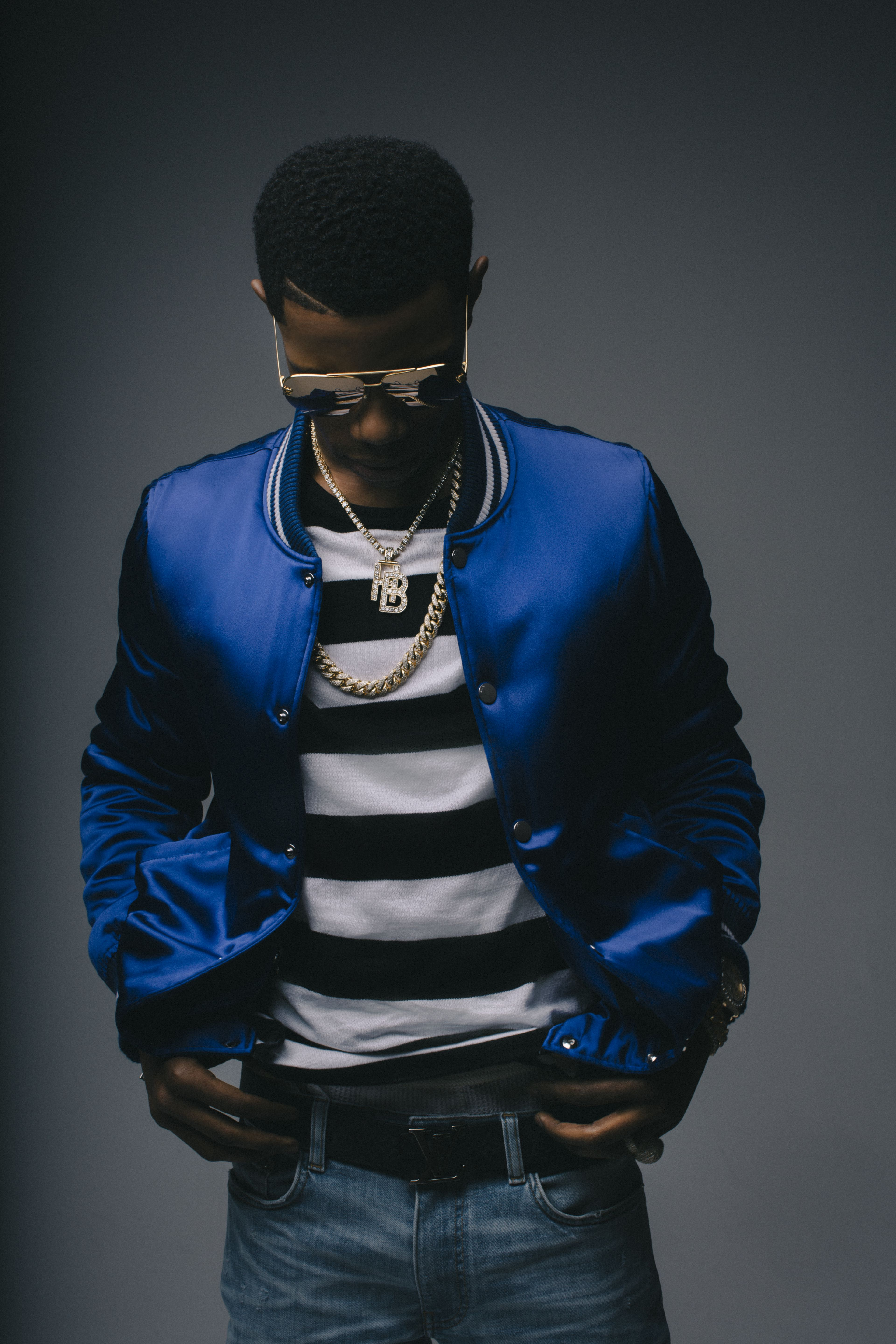
A Boogie wit da Hoodie nel 2017

Dubose pubblicò la sua prima canzone quando aveva diciannove anni. La canzone, intitolata Temporary, è stata prodotta da Myster Whyte. La canzone impiegò mesi ad essere completata a causa della percepita mancanza di fare rap di Dubose in quel momento. Dubose assunse un insegnante di canto per migliorare la sua voce e presto terminò la canzone Temporary.
Nel 2015, Dubose è tornato a New York nel tentativo di iniziare a fare hip-hop a tempo pieno. Lui e il rapper Quincy "Qp" Acheampong hanno poi creato l'etichetta discografica Highbridge e creato uno studio casalingo. A Boogie ha pubblicato il suo primo mixtape intitolato Artist, nel febbraio 2016, questo ha fatto sì che lanciasse la sua carriera da rapper, entrando di conseguenza nella lista stilata da Forbes dei rapper emergenti. Il mixtape è stato registrato durante un periodo in cui Dubose si stava occupando di una difficile separazione che ha contribuito a influenzare il mixtape.
Dubose ha poi realizzato un progetto collaborativo insieme al rapper Don Q, intitolato Highbridge the Label: The Takeover Vol.1, pubblicato il 18 maggio 2016. Dubose ha inoltre partecipato a tre date del Summer Sixteen Tour con Drake e Future. A luglio 2016, A Boogie ha firmato un accordo con la Atlantic Records. A settembre 2016 è stato inserito nella BET Hip Hop Awards al fianco di Don Q, Russ, Kent Jones e Nick Grant. Più tardi, nell'ottobre 2016, A Boogie ha pubblicato il suo primo extended play (EP) intitolato TBA, acronimo di "The Bigger Artist". L'EP ha raggiunto la posizione 63 della classifica statunitense billboard 200 ed è apparso sulla lista dei 40 migliori album rap della rivista Rolling Stone del 2016.

### 2017-presente:The Bigger Artist,Hoodie SZNeArtist 2.0
Il 13 giugno 2017, Dubose è stato nominato tra i dieci Freshman Class del 2017 di XXL. Il 29 settembre 2017, Dubose ha pubblicato il suo album di debutto The Bigger Artist, con le apparizioni di Chris Brown, Trey Songz, Kodak Black, 21 Savage, PnB Rock e YoungBoy Never Broke Again. Il singolo principale dell'album Drowning con Kodak Black ha raggiunto la posizione numero 38 della Billboard Hot 100 degli Stati Uniti e fino ad ora è diventato il suo singolo con la posizione più alta nella classifica del Paese.
Dubose è apparso sul singolo di un rapper di New York 6ix9ine, Keke, il 14 gennaio 2018. La canzone ha raggiunto il picco a 43 nella Billboard Hot 100. Dubose è anche apparso nella canzone Waka sull'album di 6ix9ine Dummy Boy, pubblicato nel novembre 2018.
Il secondo album di Dubose, Hoodie SZN, che vede la partecipazione di 6ix9ine, Juice WRLD, Offset e tanti altri è stato distribuito il 21 dicembre 2018 debuttando al numero 2 della Billboard 200 e vendendo 90 000 copie nella prima settimana. Raggiunse il numero uno il 14 gennaio 2019.
Il 14 febbraio 2020 pubblica il suo terzo album Artist 2.0, seguito dal mixtape in arrivo, Highbridge The Label: Vol. 2, in collaborazione con gli artisti della Higbridge.

## Highbridge The Label
Dal 2016, A Boogie pubblica le sue opere tramite questa etichetta discografica creata da lui. Nello stesso anno la label ha firmato un accordo con Atlantic Records. Quest'ultima distribuisce tutte le pubblicazioni prodotte dalla Highbridge.

### Artisti
- A Boogie wit da Hoodie (dal 2016)
- Don Q (dal 2016)
- Trap Manny (dal 2018)
- Enisa (dal 2019)

## Vita privata

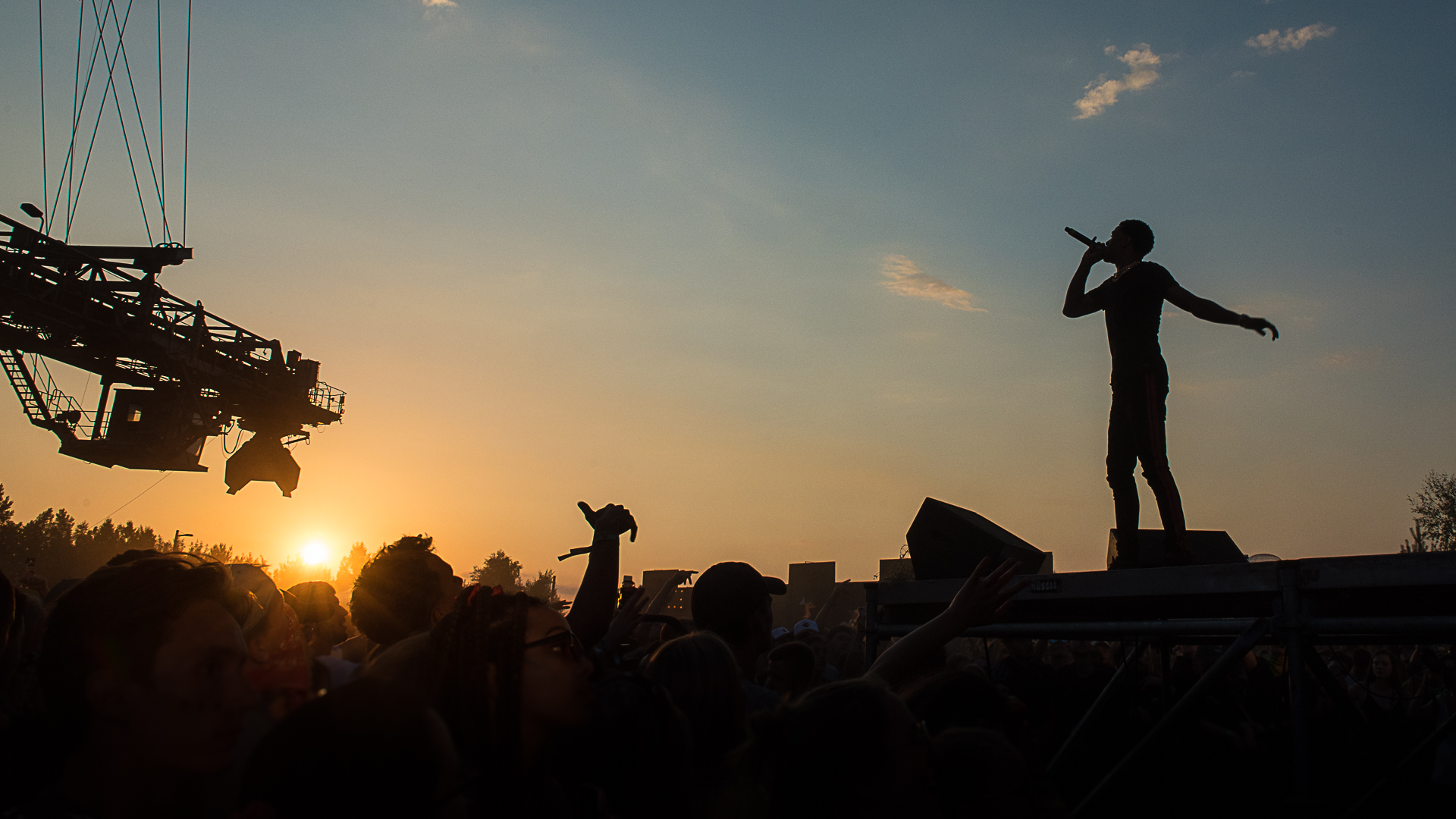
A Boogie wit da Hoodie allo Splash! Festival nel 2018

Dubose ha una figlia di nome Melody Valentine Dubose nata il 14 febbraio 2017 dalla relazione con l'influencer Ella Rodriguez. Il loro secondo figlio, Artist Jr, è nato il 27 giugno 2020.

## Discografia
- 2017 – The Bigger Artist
- 2018 – Hoodie SZN
- 2020 – Artist 2.0
- 2022 – Me vs. Myself
- 2024 – Better Off Alone

## Filmografia
- The After Party, regia di Ian Edelman (2018)
- Rapture, regia di Marcus A. Clarke, episodio 8 (2018)

## Premi e riconoscimenti
BET Awards
- 2018 – Nomina al Miglior nuovo artista

ASCAP
- 2020 – Winning Rhythm & Soul Music per Look Back at It
- 2020 – Winning Pop Music per Look Back at It
- 2022 - Me vs. Myself